# Rödbrun trädlöpare
Rödbrun trädlöpare (Margarornis rubiginosus) är en fågel i familjen ugnsfåglar inom ordningen tättingar.

## Utseende
Rödbrun trädlöpare är en liten roströd tätting med tydligt vit stripe och vitt ögonbrynsstreck. Den liknar olika sorters taggstjärtar och lövletare, men är den enda lilla rostbruna fågeln i sitt utbredningsområde med så tydligt huvudmönster.

## Utbredning och systematik
Rödbrun trädlöpare delas in i två underarter:
- Margarornis rubiginosus rubiginosus – förekommer i högländer i Costa Rica och västra Panama (västra Chiriquí)
- Margarornis rubiginosus boultoni – förekommer i högländer i centrala Panama (östra Chiriquí och Veraguas)

## Levnadssätt
Rödbrun trädlöpare hittas i bergsskogar och skogsbryn från 1200 meters höjd upp till trädgränsen. Där ses den enstaka eller i par, ofta som en del av artblandade kringvandrande flockar. Den klättar uppför mossiga grenar likt en trädkrypare på jakt efter ryggradslösa djur.

## Status
Arten har ett begränsat utbredningsområde, men beståndet anses vara stabilt. Världspopulationen uppskattas till mellan 20 000 och 50 000 vuxna individer. IUCN kategoriserar arten som livskraftig.